# 20 kilomètres marche féminin aux championnats du monde d'athlétisme 1999
Navigation
Athènes 1997 Edmonton 2001
L'épreuve du 20 kilomètres marche féminin des championnats du monde d'athlétisme 1999 s'est déroulée le 27 août 1999 dans les rues de Séville, en Espagne. Elle est remportée par la Chinoise Liu Hongyu. Le 20 kilomètres marche féminin succède au 10 kilomètres, disputé de 1987 à 1997.

## Résultats
| Rang               | Athlète                 | Pays           | Temps           | Notes |
| ------------------ | ----------------------- | -------------- | --------------- | ----- |
| Médaille d'or      | Liu Hongyu              | Chine          | 1 h 30 min 50 s | CR    |
| Médaille d'argent  | Wang Yan                | Chine          | 1 h 30 min 52 s |       |
| Médaille de bronze | Kerry Saxby-Junna       | Australie      | 1 h 31 min 18 s | SB    |
| 4                  | Susana Feitor           | Portugal       | 1 h 31 min 23 s |       |
| 5                  | Katarzyna Radtke        | Pologne        | 1 h 31 min 34 s |       |
| 6                  | Erica Alfridi           | Italie         | 1 h 32 min 04 s |       |
| 7                  | Jane Saville            | Australie      | 1 h 32 min 13 s |       |
| 8                  | Maya Sazonova           | Kazakhstan     | 1 h 32 min 19 s |       |
| 9                  | Kjersti Tysse Plätzer   | Norvège        | 1 h 32 min 42 s |       |
| 10                 | María Vasco             | Espagne        | 1 h 33 min 35 s |       |
| 11                 | Claudia Iovan           | Roumanie       | 1 h 33 min 46 s |       |
| 12                 | Yelena Nikolayeva       | Russie         | 1 h 34 min 10 s |       |
| 13                 | Christina Deskou        | Grèce          | 1 h 34 min 39 s |       |
| 14                 | Nataliya Misyulya       | Biélorussie    | 1 h 35 min 03 s |       |
| 15                 | Gao Hongmiao            | Chine          | 1 h 35 min 07 s |       |
| 16                 | Yuan Yufang             | Malaisie       | 1 h 35 min 31 s |       |
| 17                 | Irina Stankina          | Russie         | 1 h 35 min 42 s |       |
| 18                 | Kristina Saltanovič     | Lituanie       | 1 h 35 min 51 s |       |
| 19                 | Svetlana Tolstaya       | Kazakhstan     | 1 h 35 min 54 s |       |
| 20                 | Nora Leksir             | France         | 1 h 36 min 17 s |       |
| 21                 | Elisabetta Perrone      | Italie         | 1 h 36 min 24 s |       |
| 22                 | Mária Urbanik           | Hongrie        | 1 h 36 min 48 s |       |
| 23                 | Fatiha Ouali            | France         | 1 h 36 min 57 s |       |
| 24                 | Yuka Mitsumori          | Japon          | 1 h 37 min 13 s |       |
| 25                 | María Guadalupe Sánchez | Mexique        | 1 h 37 min 31 s |       |
| 26                 | Teresa Linares          | Espagne        | 1 h 37 min 51 s |       |
| 27                 | Rossella Giordano       | Italie         | 1 h 38 min 06 s |       |
| 28                 | Anikó Szebenszky        | Hongrie        | 1 h 38 min 27 s |       |
| 29                 | Jolanta Dukure          | Lettonie       | 1 h 38 min 34 s |       |
| 30                 | Sonata Milušauskaitė    | Lituanie       | 1 h 39 min 56 s |       |
| 31                 | Susan Armenta           | États-Unis     | 1 h 40 min 20 s |       |
| 32                 | Gillian O'Sullivan      | Irlande        | 1 h 40 min 33 s |       |
| 33                 | Melanie Seeger          | Allemagne      | 1 h 40 min 51 s |       |
| 34                 | Rosario Sánchez         | Mexique        | 1 h 41 min 04 s |       |
| 35                 | Teresita Collado        | Guatemala      | 1 h 41 min 12 s |       |
| 36                 | Geovana Irusta          | Bolivie        | 1 h 41 min 17 s |       |
| 37                 | Christina Kokotou       | Grèce          | 1 h 42 min 50 s |       |
| 38                 | Danielle Kirk           | États-Unis     | 1 h 43 min 27 s |       |
| 39                 | Kim Mi-Jung             | Corée du Nord  | 1 h 46 min 36 s |       |
|                    | Joanne Dow              | États-Unis     | DQ              |       |
|                    | Ivis Haydee Martinez    | Salvador       | DQ              |       |
|                    | Natalya Fedoskina       | Russie         | DQ              |       |
|                    | Olga Kardopoltseva      | Biélorussie    | DQ              |       |
|                    | Graciela Mendoza        | Mexique        | DQ              |       |
|                    | Norica Câmpean          | Roumanie       | DNF             |       |
|                    | Larisa Ramazanova       | Biélorussie    | DNF             |       |
|                    | Susan Vermeulen         | Afrique du Sud | DNF             |       |
|                    | Valentyna Savchuk       | Ukraine        | DNF             |       |
|                    | Mónika Pesti            | Hongrie        | DNF             |       |
|                    | Annarita Sidoti         | Italie         | DNF             |       |
|                    | Celia Marcén            | Espagne        | DNF             |       |
|                    | Miriam Ramón            | Équateur       | DNS             |       |

## Légende
Records et Performances
- AR : Record continental (area record)
- CR : Record des championnats (championship record)
- MR : Record du meeting (meet record)
- NR : Record national (national record)
- OR : Record olympique (olympic record)
- PR : Record paralympique (paralympic record)
- PB : Record personnel (personal best)
- SB : Meilleure performance personnelle de la saison (season's best)
- WL : Meilleure performance mondiale de l'année (world leader)
- WJR : Record du monde junior (world junior record)
- WR : Record du monde (world record)

Circonstances et Conditions
- DNF : N'a pas terminé (did not finish)
- DNS : N'a pas pris le départ (did not start)
- DQ : Disqualification (disqualification)
- NM : Aucun essai valable enregistré (No Mark)
- Q : Qualifié « directement » au prochain tour (ou à la prochaine compétition), lors d'une compétition majeure, grâce au classement ou à la réalisation des minima (automatic qualifier)
- q : Qualifié au prochain tour (ou à la prochaine compétition), lors d'une compétition majeure, grâce au repêchage ou à la réalisation de l'une des meilleures performances parmi celles des « non qualifiés directement » (grâce au meilleur temps ou à la meilleure distance par exemple) (secondary qualifier)